# 畹町之战
畹町之战，也称畹町围歼战，是第二次世界大战滇西缅北战役的一部分。1944年12月，中国远征军收复芒市、遮放，向西南进攻据守畹町的日军，于12月27日发起进攻，尤以“黑山门战斗”最为激烈，1945年1月19日占领畹町全境，收复畹町、勐卯等地。

## 背景
1944年滇西大反攻开始后，中国远征军相继收复腾冲（腾冲战役）、龙陵（松山战役、龙陵战役）等地，1944年11月20日收复芒市，12月1日收复遮放，但未能捕捉到日军主力。日军退至畹町，集结芒市、遮放残部主力一四八联队、预备队、一四六联队共2,000多人，在黑山门、回龙山构筑工事，企图利用山岳地形进行决战，国军也计划在畹町包围日军并加以歼灭。:205-206:472

## 经过
国军以第五十三军为右翼，沿瑞丽江南下，于8时占领姐勒等地，阻止勐卯日军增援，之后渡过瑞丽江，绕到畹町西南，截断滇缅公路；第六军为左翼，由东面经黑勐龙进攻畹町；第二军为攻击主力，从北向南推进直攻畹町；第七十一军为总预备队。12月27日，国军发起进攻，在空军和炮兵配合下从西、北、东三面向畹町进军，1945年1月12日攻克黑山门。第五十三军116师、36师于1月4日收复勐卯。同时，驻印远征军从八莫南下，于1945年1月15日攻占南坎。日军腹背受敌，被迫从畹町突围南逃。国军于1945年1月19日收复畹町全境。1945年1月21日，国军第五十三军、第六军、第二军在畹町会师，陆军总司令何应钦、远征军司令卫立煌抵达畹町，在畹町桥头举行升国旗仪式，宣告滇西国土全部光复。:205-206:256:7
畹町之战共歼灭日军3,920人，远征军伤亡、失踪官兵6,520人，其中军官伤305人，亡104人，士兵伤3,724人，亡2,242人，失踪145人。:473

## 延伸阅读
- 彭荆风. . 文史天地. 2005, (3): 4-7  [2021-06-26]. （原始内容存档于2021-06-26）.